# Friedrich Gutmann
Friedrich Bernhard Eugen (Fritz) Gutmann (15 november 1886, Berlijn - 13 april 1944, Theresienstadt) was een Nederlandse bankier en kunstverzamelaar.

## Biografie

### Jeugd

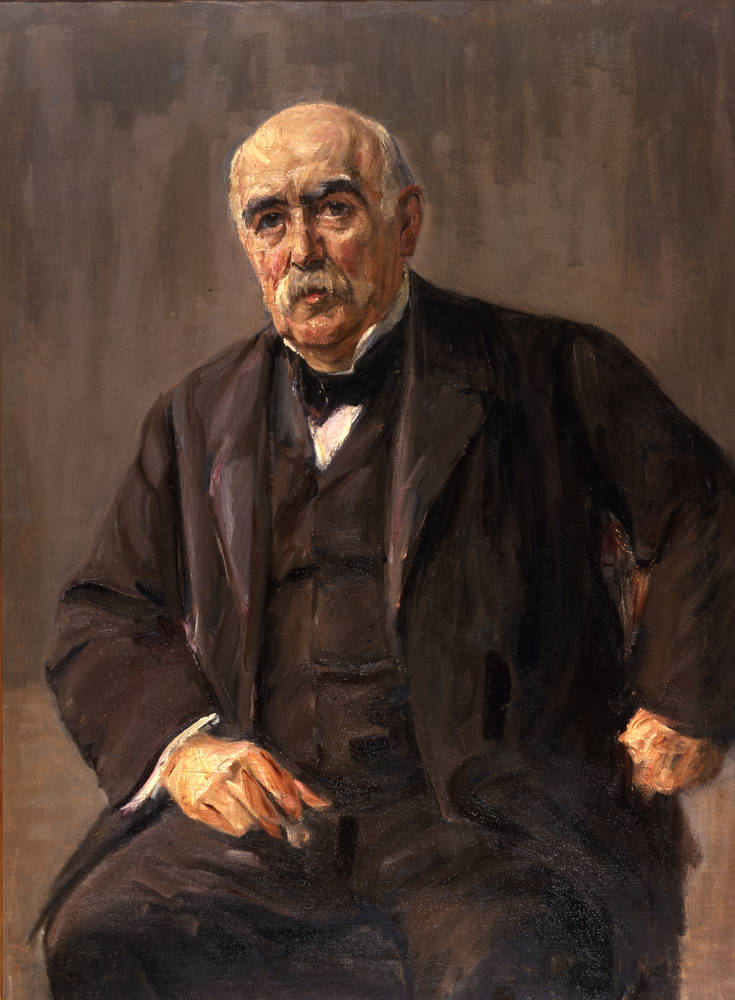
Vader Gutmann

Gutmann werd geboren in Berlijn als kind van Sophie Magnus (1852-1915) en Eugen Gutmann (1840-1925). Zijn vader had in 1872 de Dresdner Bank opgericht. Eugen Gutmann leidde de bank in Berlijn voor meer dan 40 jaar en onder hem ontwikkelde de bank zich tot een grote internationale financiële instelling. Gedurende die tijd verzamelde hij vele kunstwerken, waaronder een beroemde goud- en zilvercollectie uit de Renaissance.

### Eerste Wereldoorlog

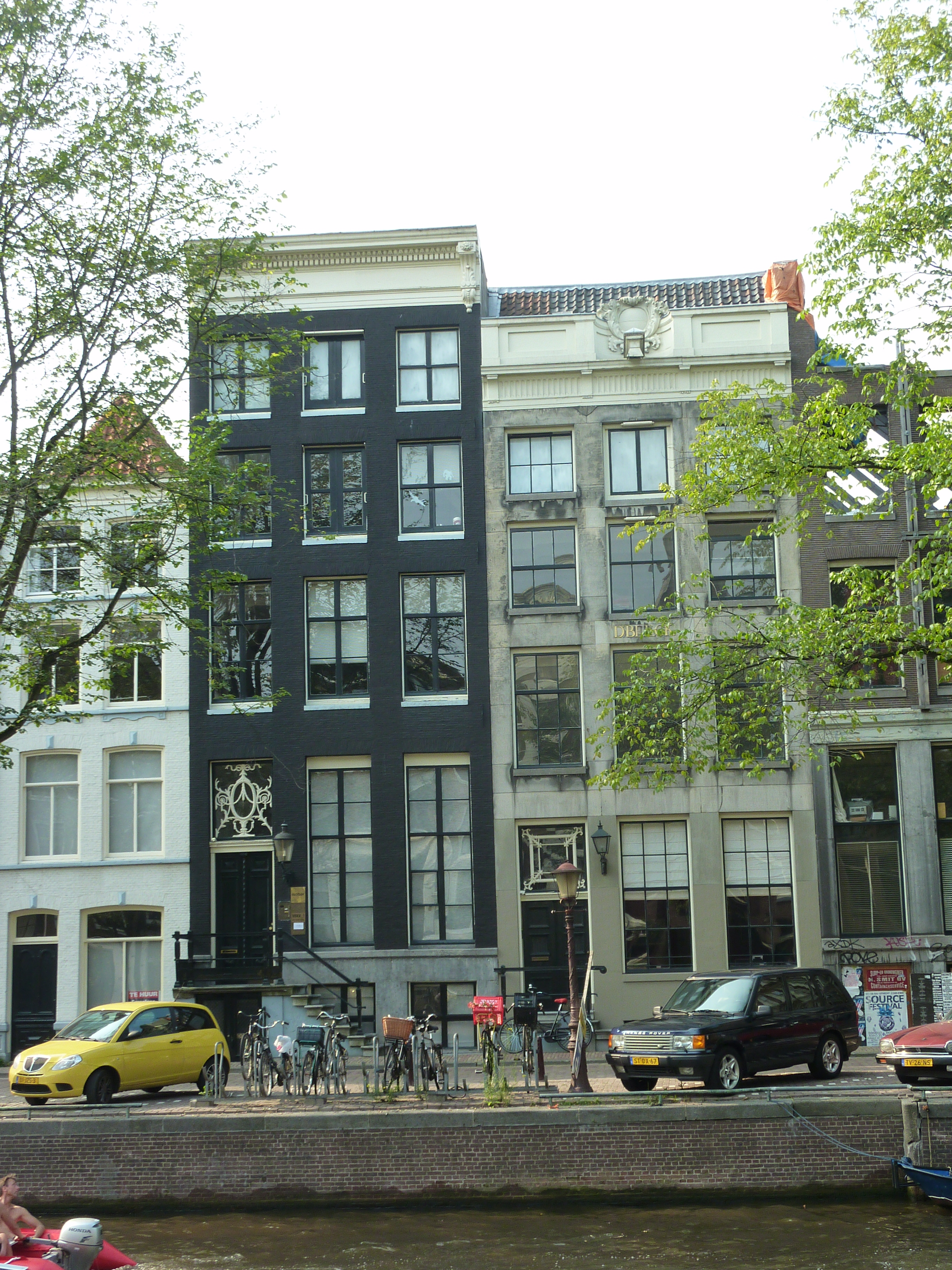
Voormalig kantoor Proehl & Gutmann op de Herengracht in Amsterdam

Vóór 1914 werd Friedrich managing director van de Britse tak van de Dresdner Bank in Londen. Hij werd gevangengezet tijdens de Eerste Wereldoorlog op het Isle of Man, maar na 1918 was hij in staat via een uitwisseling om te emigreren naar het neutrale Amsterdam. Hier werd hij verantwoordelijk voor het filiaal van de Dresdner Bank in Amsterdam onder de naam Proehl & Gutmann.

### Interbellum

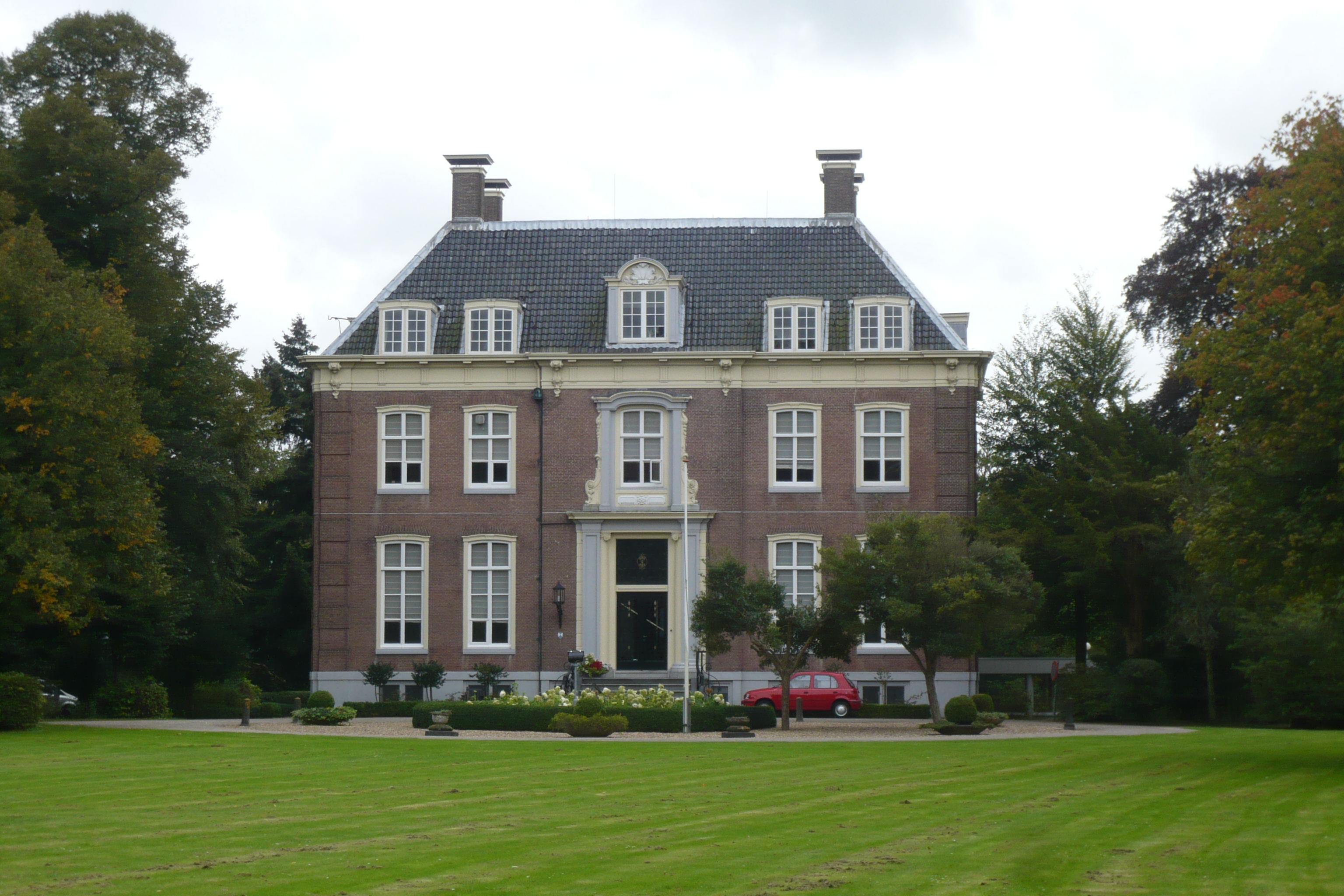
Landgoed Bosbeek

Hoewel hij de jongste zoon was van Eugen Gutmann, werd hij binnen de familie de trustee van de "Eugen Gutmann Collection". Hij vergaarde ook een eigen kunstcollectie met schilderijen van oude meesters als impressionistische kunstenaars zoals Renoir en Degas. In hun huis, Huize Bosbeek in Heemstede, leidde Friedrich en zijn vrouw, Louise von Landau (met wie hij in 1913 getrouwd was), een internationaal leven. Hun dochter, Lili, verliet het huis voor Italië in 1938, waar ze trouwde, en op ongeveer hetzelfde moment ging het andere kind van het echtpaar, Bernard, in Engeland naar school in Cambridge (hij verengelst de achternaam naar "Goodman").

### Tweede Wereldoorlog
Voorafgaand aan het uitbreken van de oorlog in 1939 en de verovering van Parijs door de nazi's in juni 1940 stuurde Friedrich een deel van zijn collectie naar Parijs en New York om veilig te stellen, en bewaarde de rest in Heemstede. Hij zag zichzelf niet als een Jood - zowel hij als zijn vrouw waren gedoopt - maar de nazi's stuurden in het voorjaar van 1941, Karl Haberstock, de nazi-kunsthandelaar actief in Parijs, naar Heemstede om de Gutmann-collectie te "kopen" (het aanbod werd beschreven als een "gedwongen verkoop").
Friedrich moest allerlei kunstwerken verkopen en probeerde tevergeefs verdere Nazi-druk te voorkomen, zelfs met een oproep voor bescherming in 1942 aan Heinrich Himmler, de nazi-SS chef. Op 26 mei 1943 kwamen SS-ambtenaren naar Heemstede en werden Friedrich en Louise weggeleid, waarbij verteld werd dat het paar zou worden meegenomen naar Berlijn. In werkelijkheid werden ze naar het concentratiekamp Theresienstadt gedeporteerd. In april 1944 zag een getuige Friedrich doodgeslagen worden in de kleine vesting; In oktober 1944 werd zijn vrouw Louise naar Auschwitz gedeporteerd, waar ze werd vermoord.

## Restitutie Gutmanncollectie

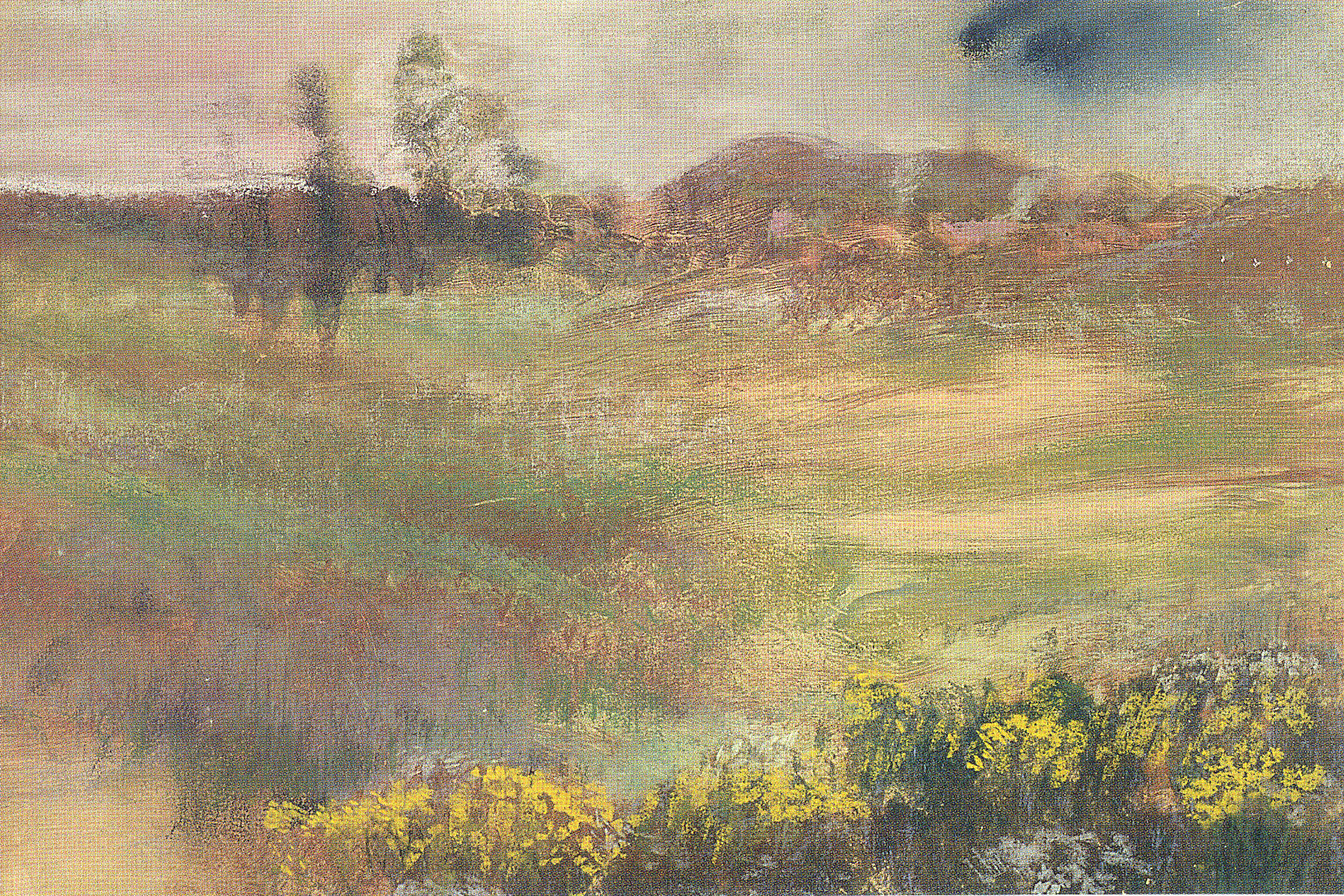
Paysage van Degas

Na de oorlog keerden Bernard Goodman en Lili Gutmann terug naar hun ouderlijk huis in Heemstede, en troffen het ontdaan van alle kunst aan. Ze meldden het bij de Nederlandse, Franse, Duitse en Britse autoriteiten met het verzoek hun eigendommen terug te halen. Ze hadden  bescheiden successen tussen 1954 en 1960, maar honderden stukken bleven vermist. Bernard's zonen, Nick en Simon, vervolgden de zoektocht na de dood van hun vader.
In oktober 1995 vond Simon Goodman een foto van een van de geroofde stukken in een tentoonstellingscatalogus uit 1994 van het Metropolitan Museum of Art in New York. "Landschap met schoorsteenrook" ('Paysage Avec Fumée de Cheminées ', 1890), een pastel op monotype door Edgar Degas, werd in de catalogus beschreven als behorend tot Daniel C. Searle, een farmaceutisch miljardair wonend in de buurt van Chicago.
Friedrich Gutmann had dat werk gekocht in 1931, en stuurde het in 1939 naar de firma Paul Graupe et Cie in Parijs voor bewaring. Het schilderij bereikte New York uit Zwitserland in 1951 en werd verkocht aan Amerikaanse verzamelaar Emile Wolf. In 1987 werd het gekocht van de Wolf door Searle voor $ 850.000, nadat hij advies van deskundigen had verkregen aan het Art Institute of Chicago waarvan hij een trustee was, en waar hij zwaar op leunde.

### Restitutie Nederlandse overheid
In 2002 heeft de Nederlandse overheid een groot aantal kunstwerken van de Stichting Nederlands Kunstbezit teruggegeven aan de erfgenamen van Friedrich Gutmann. In 2003 heeft de familie Goodman meer dan 90 van deze kunstwerken verkocht op een veiling bij Christie's.
In 2010 heeft de Nederlandse overheid vijf werken teruggegeven. In 2011 hebben ze van de Nederlandse overheid een vijf-delige garnituur, bestaande uit drie potten en twee vazen, en een houten sculptuur teruggekregen.